# Miss Nebraska USA

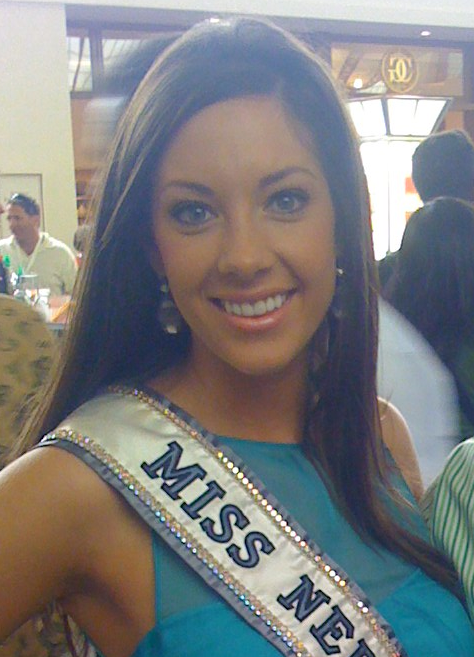
Micaela Johnson, Miss Nebraska USA 2008

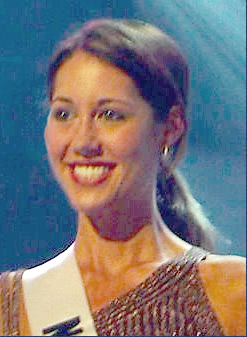
Guerin Austin, Miss Nebraska USA 2004

A competição de Miss Nebraska USA é o concurso de beleza destinado a eleger a representante do Estado do Nebrasca para o concurso Miss USA.
O primeiro concurso de Miss Nebraska foi realizado na Nebraska State Fair em 1936.
Em 2002, o Nebraska se integrou ao grupo Vanbros de concursos estaduais para o sistema Miss USA e Miss Teen USA.
O Nebrasca é um dos Estados menos bem-sucedidos no Miss USA, com apenas 10 classificações. Seus maiores êxitos ocorreram nos anos 1950, com seis classificações e três classificações entre as cinco finalistas. Sua melhor classificação ocorreu em 1955, quando chegou ao terceiro lugar. A classificação de Belinda Wright entre as 15 semi-finalistas em 2010 foi a primeira desde 1980 e também a primeira vitória na premiação de Miss Simpatia.

## Vencedoras
| Ano  | Nome                 | Cidade       | Idade1 | Classificação no Miss USA | Premiações Especiais no Miss USA | Notas |
| ---- | -------------------- | ------------ | ------ | ------------------------- | -------------------------------- | --- |
| 2020 | Megan Swanson        | Omaha        | 26     |                           |                                  | Anteriormente Miss Nebraska 2014 |
| 2019 | Lex Najarian         | Lincoln      | 24     |                           |                                  | |
| 2018 | Bree Coffey          | Valley       | 24     | Não competiu              |                                  | 2ª colocada no Miss Nebraska USA 2018. Assumiu o título quando Sarah Rose Summers venceu o Miss USA                                                         |
| 2018 | Sarah Rose Summers   | Omaha        | 23     | Miss USA 2018             |                                  | Anteriormente Miss Nebraska Teen USA 2012 |
| 2017 | Jasmine Fuelberth    | Norfolk      | 20     |                           |                                  | Anteriormente Miss Nebraska Teen USA 2013 e Miss Simpatia no Miss Teen USA 2013                                                                             |
| 2016 | Sarah Hollins        | Omaha        | 25     |                           |                                  | |
| 2015 | Hoang-Kim Cung       | Grand Island | 25     |                           |                                  | |
| 2014 | Amanda Soltero       | Columbus     | 22     | Top 20                    |                                  | Anteriormente Miss Nebraska Teen USA 2010 |
| 2013 | Ellie Lorenzen       | Omaha        | 21     |                           |                                  | |
| 2012 | Amy Spilker          | Malcolm      | 21     |                           |                                  | |
| 2011 | Haley Jo Herold      | Omaha        | 23     |                           |                                  | |
| 2010 | Belinda Wright       | Scotia       | 21     | Top 15                    | Miss Simpatia                    | |
| 2009 | Meagan Winings       | Atkinson     | 22     |                           |                                  | Anteriormente Miss Nebraska Teen USA 2004 e finalista (top 10) no Miss Teen USA 2004. First Miss Nebraska Teen USA to make the semifinals at Miss Teen USA. |
| 2008 | Micaela Johnson      | Omaha        | 23     |                           |                                  | Integrante das Dallas Cowboys Cheerleaders entre 2003 e 2005                                                                                                |
| 2007 | Geneice Wilcher      | Omaha        | 26     |                           |                                  | |
| 2006 | Emily Poeschl        | Lincoln      | 21     |                           |                                  | |
| 2005 | Jana Murrell         | Omaha        | 23     |                           |                                  | |
| 2004 | Guerin Austin        | Omaha        | 24     |                           |                                  | |
| 2003 | Jessica Perea        |              | 22     |                           |                                  | Primeira latina a vencer o título |
| 2002 | Stacey Skidmore      |              |        |                           | Menção honrosa                   | |
| 2001 | Sujoing Drakeford    | Bellevue     | 23     |                           |                                  | Integrou a USAF de 1995 a 1999, Miss Teen Omaha 1996 |
| 2000 | Valerie Cook         |              |        |                           |                                  | |
| 1999 | WaLynda Lou Sipple   |              |        |                           |                                  | Anteriormente Miss Michigan Teen USA 1992 |
| 1998 | Jennifer Naro        |              |        |                           |                                  | |
| 1997 | Kimberly Jane Weir   | Lincoln      | 21     |                           |                                  | |
| 1996 | Kerry Lynn Kemper    |              | 24     |                           |                                  | |
| 1995 | Chandelle Peacock    | Omaha        |        |                           |                                  | |
| 1994 | Shawn Wolff          |              |        |                           |                                  | |
| 1993 | Tish Gade            | Lincoln      |        |                           |                                  | |
| 1992 | Jeanna Margaret Blom |              |        |                           |                                  | |
| 1991 | Ziba Ayeen           |              |        |                           |                                  | Nascida no Afeganistão |
| 1990 | Angela Humphrey      |              |        |                           |                                  | |
| 1989 | Renee Harter         |              |        |                           |                                  | |
| 1988 | Kellie O'Neil        |              |        |                           |                                  | |
| 1987 | Amy Anderson         | Kearney      |        |                           |                                  | |
| 1986 | Ellen Withrow        | Papillion    |        |                           |                                  | |
| 1985 | Lori Leigh Straight  | Omaha        |        |                           |                                  | |
| 1984 | Joni Rundall         | Omaha        |        |                           |                                  | |
| 1983 | Penelope Boynton     | Lincoln      |        |                           |                                  | |
| 1982 | Lori Lynn Novicki    | Omaha        |        |                           |                                  | |
| 1981 | Ladonna Hill         | Seward       |        |                           |                                  | |
| 1980 | Rebecca Staab        | Ralston      | 18     | Semi-Finalista            |                                  | Interpretou Jessie Matthews em Guiding Light |
| 1979 | Rhonda Lundberg      | McCook       |        |                           |                                  | |
| 1978 | Shari Alyce Reimers  |              |        |                           |                                  | |
| 1977 | Deb Ridge            | Hastings     |        |                           |                                  | |
| 1976 | Catherine Fricke     |              |        |                           |                                  | |
| 1975 | Mary Lee Hoth        | Omaha        |        |                           |                                  | |
| 1974 | Mary Wolff           |              |        |                           |                                  | |
| 1973 | Janice Geiler        |              |        | Semi-Finalista            | Miss Fotogenia                   | |
| 1972 | Theresa Engels       |              |        |                           |                                  | |
| 1971 | Lola Butler          |              |        |                           |                                  | |
| 1970 | Bonnie McElveen      | Bellevue     |        |                           |                                  | |
| 1969 | Marily Poole         |              |        |                           |                                  | |
| 1968 | Diane Boldt          |              |        |                           |                                  | |
| 1967 |                      |              |        |                           |                                  | |
| 1966 | Karen Weinfurtner    |              |        |                           |                                  | |
| 1965 | Constance Kellogg    |              |        |                           |                                  | |
| 1964 | Georgia Ann Merriam  |              |        |                           |                                  | |
| 1963 | Sandy Zimmer         |              |        |                           |                                  | |
| 1962 | Sem candidata        |              |        |                           |                                  | |
| 1961 | Gail Weinstock       |              |        | Semi-Finalista            |                                  | |
| 1960 | Sem candidata        |              |        |                           |                                  | |
| 1959 | Priscilla Eckrish    |              |        |                           |                                  | |
| 1958 | Dee Kjeldgaard       |              |        | Semi-Finalista            |                                  | |
| 1957 | Carolyn McGirr       |              |        | 4ª colocada               |                                  | |
| 1956 | Shari Lewis          |              |        | 4ª colocada               |                                  | |
| 1955 | Donna Jo Streever    |              |        | 3ª colocada               |                                  | |
| 1954 | Margie Winkhoff      |              |        | Semi-Finalista            |                                  | |
| 1953 | Berneta Nelson       |              |        | Semi-Finalista            |                                  | |
| 1952 | Sem candidata        |              |        |                           |                                  | |

1 Idade à época do concurso Miss USA